# 296 TCN
296 TCN là một năm trong lịch Julius. 